# Apostolska nunciatura v Tanzaniji
Apostolska nunciatura v Tanzaniji je diplomatsko prestavništvo (veleposlaništvo) Svetega sedeža v Tanzaniji, ki ima sedež v Dodomi.
Trenutni apostolski nuncij je Joseph Chennoth.

## Seznam apostolskih nuncijev
- Pierluigi Sartorelli (19. april 1968–22. december 1970)
- Franco Brambilla (24. december 1970–21. november 1981)
- Gian Vincenzo Moreni (29. april 1982–8. september 1990)
- Agostino Marchetto (7. december 1990–18. maj 1994)
- Francisco-Javier Lozano (9. julij 1994–20. marec 1999)
- Luigi Pezzuto (22. maj 1999–2. april 2005)
- Joseph Chennoth (15. junij 2005–danes)